# Theo d’Or

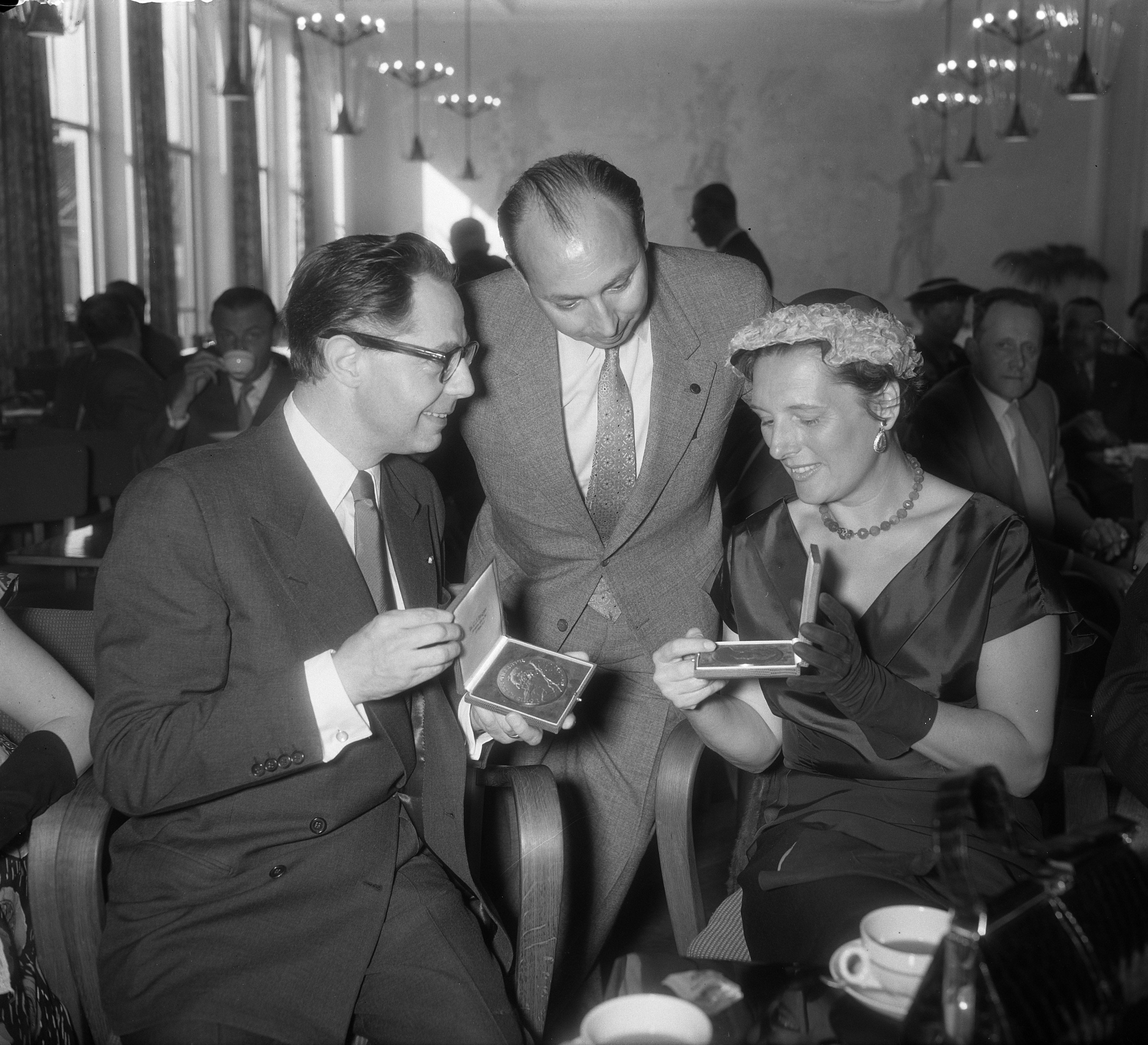
Die erste Preisverleihung des Theo d’Or 1955 an Ank van der Moer sowie den Louis d’Or an Paul Steenbergen

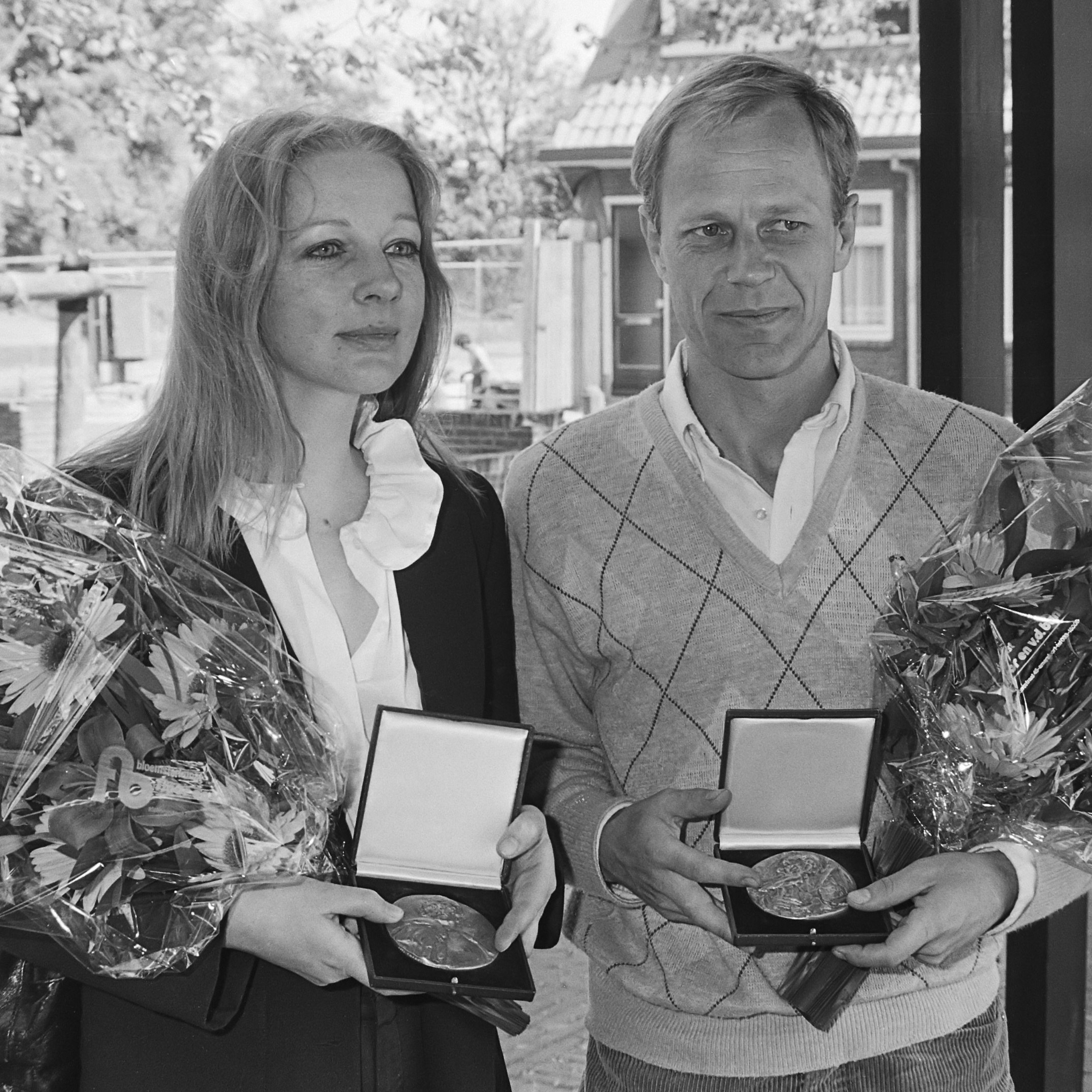
Marjon Brandsma und Jacob Admiraal bei der Überreichung der Preise 1982

Der Theo d’Or ist ein niederländischer Theaterpreis in Form eines goldenen Ehrenpfennigs, der jährlich von der Jury der Vereniging van Schouwburg- en Concertgebouwdirecties (Vereinigung der Theater- und Konzerthallendirektionen, VSCD) vergeben wird. Er soll die beeindruckendste weibliche Hauptrolle der aktuellen Theatersaison auszeichnen. Der Preis wurde nach der Schauspielerin Theo Mann-Bouwmeester (1850–1939) benannt und wird seit 1955 vergeben. Theo Mann-Bouwmeester ist auch die Namensgeberin weiterer Theaterpreise. So dem Bouwmeesterprijs (bzw. Bronzen Bouwmeesterpenning), welcher von 1955 bis 1969 vergeben wurde und dem Theo Mann-Bouwmeesterring. Die Form des Theo d’Or wurde zuvor im gleichen Jahr vom bildenden Künstler Eric Claus entworfen. Einige Schauspielerinnen erhielten den Preis auch mehrmals.
Das männliche Pendant zum Theo d’Or, also jährliche Preis für den besten Schauspieler, ist der ebenfalls von der VSCD vergebene Louis d’Or.
Die erste Preisträgerin war die Schauspielerin Ank van der Moer (1912–1983), welche diese Auszeichnung neun Jahre später erneut erhielt. Im Folgejahr erhielt Ida Wasserman und 1957 Myra Ward die Auszeichnung. 1960, 1963 und 2020 wurde der Theo d’Or nicht vergeben.
Weitere namhafte Preisträgerinnen folgender Jahre sind neben vielen anderen:
Elisabeth Andersen (1958, 1966), Petra Laseur (1973, 1981), Mary Dresselhuys (1978), Caro van Eyck (1979), Els Dottermans (1992), Anneke Blok (1994), Halina Reijn (2013) und Hannah Hoekstra (2019). 